# HD 141846
HD 141846 är en dubbelstjärna belägen i den mellersta delen av stjärnbilden Paradisfågeln. Den har en kombinerad skenbar magnitud av ca 6,39 och är mycket svagt synlig för blotta ögat där ljusföroreningar ej förekommer. Baserat på parallaxmätning inom Hipparcosuppdraget på ca 11,4 mas, beräknas den befinna sig på ett avstånd på ca 290 ljusår (ca 88 parsek) från solen.

## Egenskaper
Primärstjärnan HD 141846 A är en gul till vit underjättestjärna av spektralklass F3 IV. Den har en radie som är ca 3 solradier och har ca 17 gånger solens utstrålning av energi från dess fotosfär vid en effektiv temperatur av ca 6 600 K.
År 1996 hade stjärnparet en vinkelseparation av 0,7 bågsekunder vid en positionsvinkel av 332°.